# Nikolaevsk (Oblast' di Volgograd)
Nikolaevsk in russo Никола́евск? è una città della Russia meridionale, nell'oblast' di Volgograd. La città si trova a 190 chilometri da Volgograd, sulla riva sinistra del fiume Volga.
Nikolaevsk fu fondata nel 1747 con il nome di Dmitrijev ma fu rinominata nel 1794 Nikolaevskaja Sloboda. Ricevette lo status di città nel 1967.